# Luciano Vincenzoni
Luciano Vincenzoni (* 7. März 1926 in Treviso; † 22. September 2013 in Rom) war ein italienischer Drehbuchautor.

## Leben
Vincenzoni studierte in Rom und Padua Rechtswissenschaften. Nach einem 1952 koproduzierten Film mit María Félix in der Hauptrolle schrieb er zwei Jahre später sein erstes Drehbuch, Hanno rubato un tram, den Aldo Fabrizi inszenierte. Oftmals arbeitete er mit Pietro Germi zusammen und schrieb neben Arbeiten für Sergio Leone weitere erfolgreiche Italowestern. Unter den Produzenten arbeitete er häufig für Dino De Laurentiis, auch für internationale Produktionen.
1965 und 1967 erhielt er den italienischen Filmpreis Nastro d’Argento; 1996 wurde er in Flaiano für sein Lebenswerk ausgezeichnet.

## Filmografie (Auswahl)
- 1958: Heimweh, Stacheldraht und gute Kameraden (Gli Italiani sono matti)
- 1959: Man nannte es den großen Krieg (La grande guerra)
- 1965: Für ein paar Dollar mehr (Per qualche dollaro in più)
- 1966: Aber, aber, meine Herren… (Signore & signori)
- 1966: Zwei glorreiche Halunken (Il buono, il brutto, il cattivo)
- 1967: Ich komme vom Ende der Welt (L'avventuriero)
- 1967: Von Mann zu Mann (Da uomo a uomo)
- 1968: Die gefürchteten Zwei (Il mercenario)
- 1968: Das verfluchte Haus (Un tranquillo posto di campagna)
- 1971: Todesmelodie (Giù la testa)
- 1972: Der Sizilianer (Torino nera)
- 1975: Zwiebel-Jack räumt auf (Cipolla colt)
- 1977: Orca – Der Killerwal (Orca) (& Produktion)
- 1983: Duell der Besten (I Paladini. Storia d'armi e d'amori)
- 1986: Der City Hai (Raw deal)
- 1992: Es war einmal ein Mord (Once Upon a Crime…)
- 1986: Die Miami Cops (Poliziotti dell’ottava strada)
- 2000: Der Zauber von Malèna (Malena)